# Ель Сальто де Чіласко
Ель Сальто де Чіласко  (ісп. El Salto de Chilascó) — водоспад, який знаходиться в селі Салама округу Баха Верапас. Його висота 130 метрів. Водоспад претендує на звання найвищого водоспаду в Гватемалі.